# Stigmatochromis
Stigmatochromis is een geslacht van straalvinnige vissen uit de familie van de cichliden (Cichlidae).

## Soorten
- Stigmatochromis macrorhynchos Stauffer, Cleaver-Yoder & Konings, 2011
- Stigmatochromis melanchros Stauffer, Cleaver-Yoder & Konings, 2011
- Stigmatochromis modestus (Günther, 1894)
- Stigmatochromis pholidophorus (Trewavas, 1935)
- Stigmatochromis pleurospilus (Trewavas, 1935)
- Stigmatochromis woodi (Regan, 1922)